# أسماء جابري
أسماء جابري مهندسة وسياسية تونسية، تشغل منصب وزيرة الأسرة والمرأة والطفولة وكبار السن في حكومة سارة الزعفراني منذ 25 أغسطس 2024.

## السيرة الذاتية

### النشأة والتعليم
وُلدت أسماء الجابري في 20 يوليو 1968 في ولاية سليانة. حصلت على شهادة مهندس أشغال عمومية من المدرسة العليا للفلاحة بماطر عام 1992، ثم واصلت دراساتها العليا في بلجيكا حيث حصلت على دبلوم الدراسات المعمّقة في الهندسة تخصص العلوم الغذائية من جامعة العلوم الفلاحية بجانبلو عام 1995.
حصلت على عدة شهادات تكوين رفيع المستوى في مجالات قيادة وتسيير ومتابعة المشاريع وتصميم البرامج العمومية للتشغيل.

### المسيرة المهنية[3][4]
استهلّت الجابري مسيرتها المهنية في القطاع الخاص حيث عملت لمدة سبع سنوات من 1996 إلى 2003 في مجالات البحث العلمي والتطوير ومراقبة الجودة في القطاعات ذات العلاقة.
التحقت بوزارة التكوين المهني والتشغيل عام 2004، حيث تدرّجت في عدة مناصب:
- 2004-2019: عملت في مجالات الشراكة والتعاون مع المنظمات المهنية والهيئات الدولية، وشغلت منصب منسقة لبرنامج دعم التكوين والإدماج المهني.
- 2019-2022: أدارت مشروعاً في مجال التمكين الاقتصادي والاجتماعي وتعليم الكبار بتونس في إطار التعاون الدولي.
- 2022-2024: كُلّفت بالتكوين المهني في ديوان وزارة التكوين المهني والتشغيل، وشغلت منصب مديرة عامة للشراكة مع المحيط الاقتصادي والاجتماعي، حيث تولّت قيادة عدة برامج للتعاون الدولي في المجال.

عُيّنت وزيرة للأسرة والمرأة والطفولة وكبار السن في 25 أغسطس 2024، خلفاً لآمال بلحاج موسى.

## وصلات خارجية
- السيرة الذاتية على موقع وزارة الأسرة والمرأة والطفولة وكبار السن
- الصفحة الرسمية على موقع رئاسة الحكومة